# Gianluca Capitano
Gianluca Capitano (Chieti, Abruços, 4 d'agost de 1971) va ser un ciclista italià especialista en pista. Guanyador de dos Campionats del món en tàndem, fent parella amb Federico Paris.

## Palmarès
- 1989
  -  Campió del món júnior en Velocitat
- 1990
  -  Campió del món en Tàndem (amb Federico Paris)
- 1992
  -  Campió del món en Tàndem (amb Federico Paris)